# Gongsan-myeon
Gongsan-myeon (koreanska: 공산면) är en socken i stadskommunen Naju i provinsen Södra Jeolla i den sydvästra delen av Sydkorea, 300 km söder om huvudstaden Seoul.